# California State Route 282
California State Route 282, kurz CA 282, ist ein Highway im US-Bundesstaat Kalifornien.
Der Highway beginnt an der California State Route 75 in Coronado und endet an der Naval Air Station North Island nach einem Kilometer.

## Weblinks

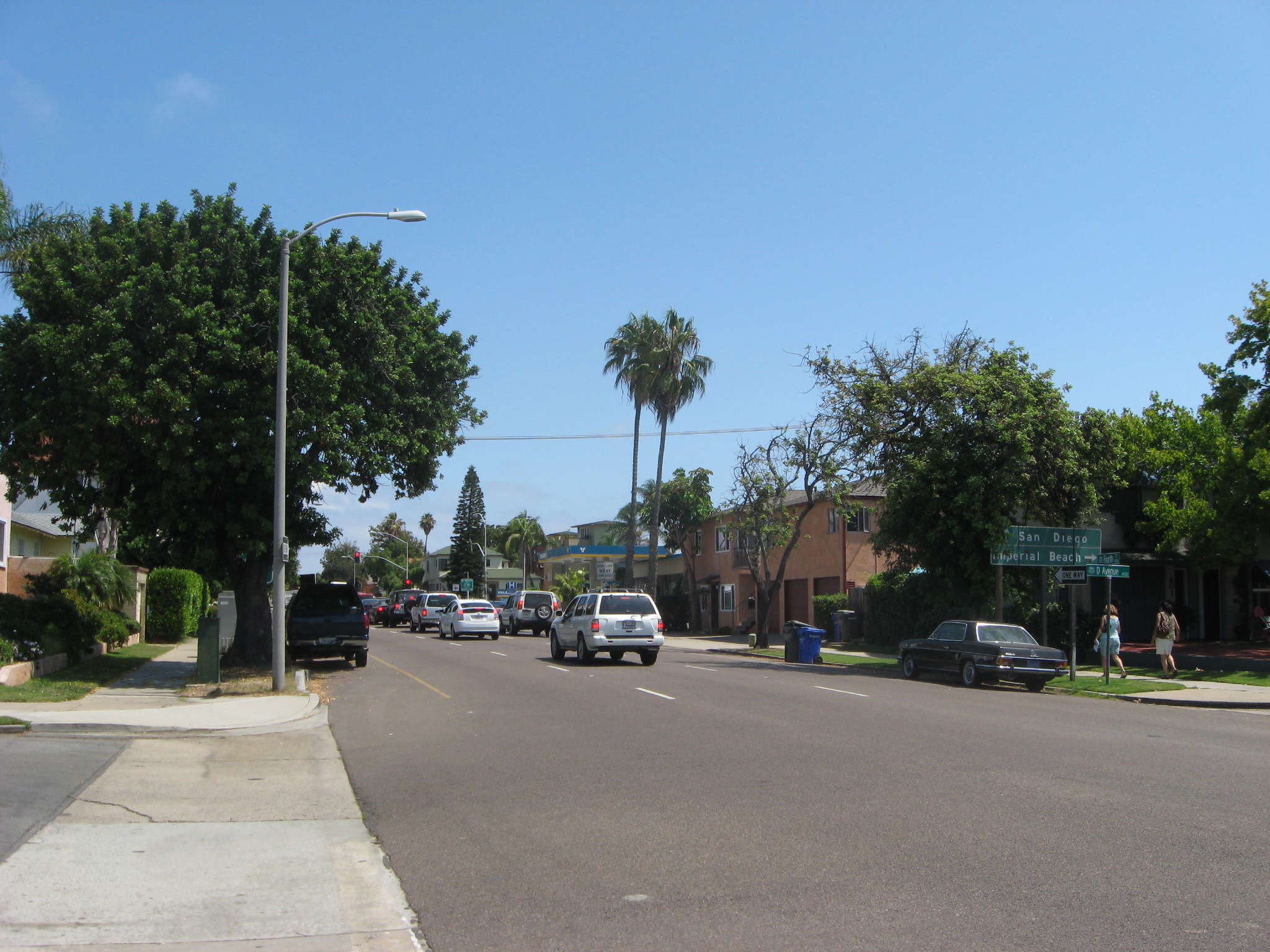
State Route 282 in Coronado